# Championnat de France masculin de hockey sur gazon 2023-2024
Navigation
2021-2022 Édition suivante
Le championnat de France masculin de hockey sur gazon 2023-2024 est composé d'un total de 10 équipes. Les 4 première équipes peuvent jouer le tournoi final se déroulant le week-end du 11 et 12 mai 2024. 
Le Lille MHC est sacré champion de France et se qualifie pour la Coupe d'Europe 2024-2025.
Wattignies Hockey Club est relégué en Nationale 1
Amiens SC est relégué en Nationale 1 après le barrage perdu contre Hockey Club de Nantes qui accède à l'Elite

## Clubs participants

### Liste des clubs
| Équipe           | Localisation          | Région               | Diminutif | Stade                                     | Capacité |
| ---------------- | --------------------- | -------------------- | --------- | ----------------------------------------- | -------- |
| Saint-Germain HC | Saint-Germain-en-Laye | Île-de-France        | SGHC      | Stade municipal de hockey Georges-Lefèvre | 100      |
| CA Montrouge     | Montrouge             | Île-de-France        | CAM       | Stade Paul Montay                         | 72       |
| Paris JB         | Paris                 | Île-de-France        | PJB       | Stade de hockey de l'Hippodrome d'Auteuil | 0        |
| RC France        | Versailles            | Île-de-France        | RCF       | Stade de la Boulie                        | 250      |
| Wattignies HC    | Wattignies            | Hauts-de-France      | WHC       | Stade Philippe Richard                    | 0        |
| IH Lambersart    | Lambersart            | Hauts-de-France      | IHL       | Stade Guy Lefort                          | 0        |
| Lille MHC        | Lille                 | Hauts-de-France      | LMHC      | Stade de la rue Henri-Delescaux           | 0        |
| Polo HCM         | Marcq-en-Barœul       | Hauts-de-France      | PHC       | Stade Gilles d'Halluin                    | 100      |
| Amiens SC        | Amiens                | Hauts-de-France      | ASC       | Stade Gérard Totet                        | 500      |
| FC Lyon          | Caluire               | Auvergne-Rhône-Alpes | FCL       | Stade Georges-Corbel                      | 200      |

## Localisations des clubs

### Île-de-France
| \| 25 km1:1 018 000 Capitale nationale Localisation club \| CAM RCF Saint-Germain HC PJB |
| 25 km1:1 018 000 Capitale nationale Localisation club                                    |

### Hauts-de-France
| \| 10 km1:1 469 000 Capitale nationale Localisation club \| Lille MHC ASC |
| 10 km1:1 469 000 Capitale nationale Localisation club                     |

### Auvergne-Rhône-Alpes
| \| Localisation d'Auvergne-Rhône-Alpes en France \| FCL |
| Localisation d'Auvergne-Rhône-Alpes en France           |

## Classement

### Classement de la saison 2023-2024 du Championnat de France Masculin de hockey sur gazon
| Rang | Équipe                    | Pts | J  | G  | N | P  | Bp | Bc | Diff |
| ---- | ------------------------- | --- | -- | -- | - | -- | -- | -- | ---- |
| 1    | CA MontrougeT             | 50  | 18 | 16 | 2 | 0  | 83 | 15 | +68  |
| 2    | Lille MHC                 | 44  | 18 | 14 | 2 | 2  | 53 | 16 | +37  |
| 3    | Racing Club de France     | 41  | 18 | 13 | 2 | 3  | 58 | 26 | +32  |
| 4    | Saint-Germain Hockey Club | 32  | 18 | 10 | 2 | 6  | 52 | 34 | +18  |
| 5    | Polo HC                   | 28  | 18 | 8  | 4 | 6  | 41 | 34 | +7   |
| 6    | FC Lyon                   | 18  | 18 | 6  | 0 | 12 | 27 | 54 | -27  |
| 7    | IH Lambersart ᴾ           | 16  | 18 | 5  | 1 | 12 | 30 | 59 | -29  |
| 8    | Paris Jean-Bouin          | 16  | 18 | 4  | 4 | 10 | 36 | 48 | -12  |
| 9    | Amiens Sports Club        | 13  | 18 | 4  | 1 | 13 | 21 | 67 | -46  |
| 10   | Wattignies Hockey Club ᴾ  | 3   | 18 | 1  | 0 | 17 | 19 | 72 | -53  |

Place spécifique
Play-Off
- 1er, 2e, 3e et 4e : Phase Finale

## Matchs[1]

### Résultats par journée
| Journée ╱ Équipe | 1 | 2 | 3 | 4 | 5 | 6 | 7 | 8 | 9 | 10 | 11 | 12 | 13 | 14 | 15 | 16 | 17 | 18 |
| ---------------- | - | - | - | - | - | - | - | - | - | -- | -- | -- | -- | -- | -- | -- | -- | -- |
| RCF              | V |   |   |   |   |   |   |   |   |    |    |    |    |    |    |    |    |    |
| ASC              | D |   |   |   |   |   |   |   |   |    |    |    |    |    |    |    |    |    |
| CAM              | V |   |   |   |   |   |   |   |   |    |    |    |    |    |    |    |    |    |
| FCL              | D |   |   |   |   |   |   |   |   |    |    |    |    |    |    |    |    |    |
| IHL              | N |   |   |   |   |   |   |   |   |    |    |    |    |    |    |    |    |    |
| LMHC             | V |   |   |   |   |   |   |   |   |    |    |    |    |    |    |    |    |    |
| WHC              | D |   |   |   |   |   |   |   |   |    |    |    |    |    |    |    |    |    |
| SGHC             | D |   |   |   |   |   |   |   |   |    |    |    |    |    |    |    |    |    |
| PHC              | V |   |   |   |   |   |   |   |   |    |    |    |    |    |    |    |    |    |
| PJB              | N |   |   |   |   |   |   |   |   |    |    |    |    |    |    |    |    |    |

### Calendrier des matchs
| Journée 1  | Journée 1 | Journée 1            | Journée 1 | Journée 1             | Journée 1                                                                                    | Journée 1                                                      | Journée 1                          |
| Date       | Heure     | Équipe domicile      | Score     | Équipe extérieur      | Buteur équipe domicile                                                                       | Buteur équipe extérieur                                        | Arbitrage                          |
| ---------- | --------- | -------------------- | --------- | --------------------- | -------------------------------------------------------------------------------------------- | -------------------------------------------------------------- | ---------------------------------- |
| 17/09/2023 | 15h00     | FC Lyon              | 1 - 3     | Racing Club de France | (×1) Balay Thomas                                                                            | (×1) Lenglet Thomas (×1) Wiart Jean (×1) Duchesne Celestin     | Mr Platel. A Mr Knuelle. L         |
| 17/09/2023 | 13h30     | PHC Marcq-en-Baroeul | 7 - 1     | Amiens SC             | (×4) Fourcroy Ludovic (×1) Psaume Nathanael (×1) Lamanda Marceau (×1) De Bettignies François | (×1) Brand Marius                                              | Mr Maya-Perez. G Mr Fenaert. X     |
| 17/09/2023 | 16h00     | Wattignies HC        | 0 - 4     | Lille MHC             |                                                                                              | (×2) Cousin Adrien (×1) Bournac Jules (×1) Desgouillons Matteo | Mr Boussemart. M Mr Graffeuille. Q |
| 17/09/2023 | 16h00     | Paris JB             | 3 - 3     | IH Lambersart         | (×1) Magner Fabien (×1) Menke Thimothee (×1) Rizwan Ali                                      | (×2) Petit Antoine (×1) Descamp Maxime                         | Mr Azaiez. H Mr Germain. C         |
| 17/09/2023 | 16h00     | Saint-Germain HC     | 3 - 4     | CA Montrouge          | (×2) Jouin Noé (×1) Samson Grégoire                                                          | (×2) Poupee Louis (×1) Stephen John (×1) Igau Antonin          | Mr Dutilly. F Mr Saleine. E        |

| Journée 2  | Journée 2 | Journée 2             | Journée 2 | Journée 2            | Journée 2              | Journée 2               | Journée 2                         |
| Date       | Heure     | Équipe domicile       | Score     | Équipe extérieur     | Buteur équipe domicile | Buteur équipe extérieur | Arbitrage                         |
| ---------- | --------- | --------------------- | --------- | -------------------- | ---------------------- | ----------------------- | --------------------------------- |
| 24/09/2023 | 15h00     | Lille MHC             |           | Saint-Germain HC     |                        |                         | Mr Maya-Perez. G Mr Boussemart. A |
| 24/09/2023 | 15h00     | Racing Club de France |           | IH Lambersart        |                        |                         | Mr Saleine. E Mr Verley. L-N      |
| 24/09/2023 | 15h00     | Amiens SC             |           | FC Lyon              |                        |                         | Mr Bicgel. E Mr Rogiez. G         |
| 24/09/2023 | 15h00     | CA Montrouge          |           | PHC Marcq-en-Baroeul |                        |                         | Mr Azaiez. H Mr Platel. A         |
| 24/09/2023 | 16h00     | Paris JB              |           | Wattignies HC        |                        |                         | Mr Dutilly. F Mr Cordeau. C       |

| Journée 3  | Journée 3 | Journée 3            | Journée 3 | Journée 3             | Journée 3              | Journée 3               | Journée 3 |
| Date       | Heure     | Équipe domicile      | Score     | Équipe extérieur      | Buteur équipe domicile | Buteur équipe extérieur | Arbitrage |
| ---------- | --------- | -------------------- | --------- | --------------------- | ---------------------- | ----------------------- | --------- |
| 01/10/2023 | 12h00     | IH Lambersart        |           | FC Lyon               |                        |                         |           |
| 01/10/2023 | 15h00     | CA Montrouge         |           | Amiens SC             |                        |                         |           |
| 01/10/2023 | 15h00     | PHC Marcq-en-Baroeul |           | Lille MHC             |                        |                         |           |
| 01/10/2023 | 16h00     | Wattignies HC        |           | Racing Club de France |                        |                         |           |
| 01/10/2023 | 16h00     | Saint-Germain HC     |           | Paris JB              |                        |                         |           |

| Journée 4  | Journée 4 | Journée 4             | Journée 4 | Journée 4            | Journée 4              | Journée 4               | Journée 4 |
| Date       | Heure     | Équipe domicile       | Score     | Équipe extérieur     | Buteur équipe domicile | Buteur équipe extérieur | Arbitrage |
| ---------- | --------- | --------------------- | --------- | -------------------- | ---------------------- | ----------------------- | --------- |
| 08/10/2023 | 13h00     | Racing Club de France |           | CA Montrouge         |                        |                         |           |
| 08/10/2023 | 13h00     | FC Lyon               |           | PHC Marcq-en-Baroeul |                        |                         |           |
| 08/10/2023 | 13h00     | IH Lambersart         |           | Saint-Germain HC     |                        |                         |           |
| 08/10/2023 | 15h00     | Amiens SC             |           | Wattignies HC        |                        |                         |           |
| 08/10/2023 | 16h00     | Paris JB              |           | Lille MHC            |                        |                         |           |

| Journée 5  | Journée 5 | Journée 5            | Journée 5 | Journée 5             | Journée 5              | Journée 5               | Journée 5 |
| Date       | Heure     | Équipe domicile      | Score     | Équipe extérieur      | Buteur équipe domicile | Buteur équipe extérieur | Arbitrage |
| ---------- | --------- | -------------------- | --------- | --------------------- | ---------------------- | ----------------------- | --------- |
| 15/10/2023 | 15h00     | CA Montrouge         |           | Paris JB              |                        |                         |           |
| 15/10/2023 | 15h00     | PHC Marcq-en-Baroeul |           | Racing Club de France |                        |                         |           |
| 15/10/2023 | 15h00     | Lille MHC            |           | Amiens SC             |                        |                         |           |
| 15/10/2023 | 16h00     | Wattignies HC        |           | IH Lambersart         |                        |                         |           |
| 15/10/2023 | 16h00     | Saint-Germain HC     |           | FC Lyon               |                        |                         |           |

| Journée 6  | Journée 6 | Journée 6             | Journée 6 | Journée 6            | Journée 6              | Journée 6               | Journée 6 |
| Date       | Heure     | Équipe domicile       | Score     | Équipe extérieur     | Buteur équipe domicile | Buteur équipe extérieur | Arbitrage |
| ---------- | --------- | --------------------- | --------- | -------------------- | ---------------------- | ----------------------- | --------- |
| 22/10/2023 | 13h00     | FC Lyon               |           | Wattignies HC        |                        |                         |           |
| 22/10/2023 | 15h00     | Lille MHC             |           | CA Montrouge         |                        |                         |           |
| 22/10/2023 | 15h00     | Racing Club de France |           | Saint-Germain HC     |                        |                         |           |
| 22/10/2023 | 15h00     | Amiens SC             |           | IH Lambersart        |                        |                         |           |
| 22/10/2023 | 16h00     | Paris JB              |           | PHC Marcq-en-Baroeul |                        |                         |           |

| Journée 7  | Journée 7 | Journée 7             | Journée 7 | Journée 7            | Journée 7              | Journée 7               | Journée 7 |
| Date       | Heure     | Équipe domicile       | Score     | Équipe extérieur     | Buteur équipe domicile | Buteur équipe extérieur | Arbitrage |
| ---------- | --------- | --------------------- | --------- | -------------------- | ---------------------- | ----------------------- | --------- |
| 29/10/2023 | 13h00     | FC Lyon               |           | Lille MHC            |                        |                         |           |
| 29/10/2023 | 15h00     | Amiens SC             |           | Saint-Germain HC     |                        |                         |           |
| 29/10/2023 | 15h00     | Racing Club de France |           | Paris JB             |                        |                         |           |
| 29/10/2023 | 15h00     | IH Lambersart         |           | CA Montrouge         |                        |                         |           |
| 29/10/2023 | 16h00     | Wattignies HC         |           | PHC Marcq-en-Baroeul |                        |                         |           |

| Journée 8  | Journée 8 | Journée 8            | Journée 8 | Journée 8             | Journée 8              | Journée 8               | Journée 8 |
| Date       | Heure     | Équipe domicile      | Score     | Équipe extérieur      | Buteur équipe domicile | Buteur équipe extérieur | Arbitrage |
| ---------- | --------- | -------------------- | --------- | --------------------- | ---------------------- | ----------------------- | --------- |
| 05/11/2023 | 13h00     | Lille MHC            |           | Racing Club de France |                        |                         |           |
| 05/11/2023 | 15h00     | PHC Marcq-en-Baroeul |           | IH Lambersart         |                        |                         |           |
| 05/11/2023 | 15h00     | CA Montrouge         |           | FC Lyon               |                        |                         |           |
| 05/11/2023 | 16h00     | Saint-Germain HC     |           | Wattignies HC         |                        |                         |           |
| 05/11/2023 | 16h00     | Paris JB             |           | Amiens SC             |                        |                         |           |

| Journée 9  | Journée 9 | Journée 9             | Journée 9 | Journée 9            | Journée 9              | Journée 9               | Journée 9 |
| Date       | Heure     | Équipe domicile       | Score     | Équipe extérieur     | Buteur équipe domicile | Buteur équipe extérieur | Arbitrage |
| ---------- | --------- | --------------------- | --------- | -------------------- | ---------------------- | ----------------------- | --------- |
| 12/11/2023 | 13h00     | Racing Club de France |           | Amiens SC            |                        |                         |           |
| 12/11/2023 | 13h00     | FC Lyon               |           | Paris JB             |                        |                         |           |
| 12/11/2023 | 15h00     | IH Lambersart         |           | Lille MHC            |                        |                         |           |
| 12/11/2023 | 16h00     | Saint-Germain HC      |           | PHC Marcq-en-Baroeul |                        |                         |           |
| 12/11/2023 | 16h00     | Wattignies HC         |           | CA Montrouge         |                        |                         |           |

| Journée 10 | Journée 10 | Journée 10            | Journée 10 | Journée 10           | Journée 10             | Journée 10              | Journée 10 |
| Date       | Heure      | Équipe domicile       | Score      | Équipe extérieur     | Buteur équipe domicile | Buteur équipe extérieur | Arbitrage  |
| ---------- | ---------- | --------------------- | ---------- | -------------------- | ---------------------- | ----------------------- | ---------- |
| 03/03/2024 | 13h00      | IH Lambersart         |            | Paris JB             |                        |                         |            |
| 03/03/2024 | 13h00      | Lille MHC             |            | Wattignies HC        |                        |                         |            |
| 03/03/2024 | 15h00      | CA Montrouge          |            | Saint-Germain HC     |                        |                         |            |
| 03/03/2024 | 15h00      | Amiens SC             |            | PHC Marcq-en-Baroeul |                        |                         |            |
| 03/03/2024 | 16h00      | Racing Club de France |            | FC Lyon              |                        |                         |            |

| Journée 11 | Journée 11 | Journée 11           | Journée 11 | Journée 11            | Journée 11             | Journée 11              | Journée 11 |
| Date       | Heure      | Équipe domicile      | Score      | Équipe extérieur      | Buteur équipe domicile | Buteur équipe extérieur | Arbitrage  |
| ---------- | ---------- | -------------------- | ---------- | --------------------- | ---------------------- | ----------------------- | ---------- |
| 10/03/2024 | 11h00      | IH Lambersart        |            | Racing Club de France |                        |                         |            |
| 10/03/2024 | 13h00      | FC Lyon              |            | Amiens SC             |                        |                         |            |
| 10/03/2024 | 13h00      | PHC Marcq-en-Baroeul |            | CA Montrouge          |                        |                         |            |
| 10/03/2024 | 16h00      | Saint-Germain HC     |            | Lille MHC             |                        |                         |            |
| 10/03/2024 | 16h00      | Wattignies HC        |            | Paris JB              |                        |                         |            |

| Journée 12 | Journée 12 | Journée 12            | Journée 12 | Journée 12           | Journée 12             | Journée 12              | Journée 12 |
| Date       | Heure      | Équipe domicile       | Score      | Équipe extérieur     | Buteur équipe domicile | Buteur équipe extérieur | Arbitrage  |
| ---------- | ---------- | --------------------- | ---------- | -------------------- | ---------------------- | ----------------------- | ---------- |
| 17/03/2024 | 13h00      | FC Lyon               |            | IH Lambersart        |                        |                         |            |
| 17/03/2024 | 14h00      | Racing Club de France |            | Wattignies HC        |                        |                         |            |
| 17/03/2024 | 15h00      | Lille MHC             |            | PHC Marcq-en-Baroeul |                        |                         |            |
| 17/03/2024 | 15h00      | Amiens SC             |            | CA Montrouge         |                        |                         |            |
| 17/03/2024 | 16h00      | Paris JB              |            | Saint-Germain HC     |                        |                         |            |

| Journée 13 | Journée 13 | Journée 13           | Journée 13 | Journée 13            | Journée 13             | Journée 13              | Journée 13 |
| Date       | Heure      | Équipe domicile      | Score      | Équipe extérieur      | Buteur équipe domicile | Buteur équipe extérieur | Arbitrage  |
| ---------- | ---------- | -------------------- | ---------- | --------------------- | ---------------------- | ----------------------- | ---------- |
| 24/03/2024 | 15h00      | CA Montrouge         |            | Racing Club de France |                        |                         |            |
| 24/03/2024 | 15h00      | PHC Marcq-en-Baroeul |            | FC Lyon               |                        |                         |            |
| 24/03/2024 | 15h00      | Lille MHC            |            | Paris JB              |                        |                         |            |
| 24/03/2024 | 16h00      | Wattignies HC        |            | Amiens SC             |                        |                         |            |
| 24/03/2024 | 16h00      | Saint-Germain HC     |            | IH Lambersart         |                        |                         |            |

| Journée 14 | Journée 14 | Journée 14            | Journée 14 | Journée 14           | Journée 14             | Journée 14              | Journée 14 |
| Date       | Heure      | Équipe domicile       | Score      | Équipe extérieur     | Buteur équipe domicile | Buteur équipe extérieur | Arbitrage  |
| ---------- | ---------- | --------------------- | ---------- | -------------------- | ---------------------- | ----------------------- | ---------- |
| 07/04/2024 | 13h00      | FC Lyon               |            | Saint-Germain HC     |                        |                         |            |
| 07/04/2024 | 13h00      | IH Lambersart         |            | Wattignies HC        |                        |                         |            |
| 07/04/2024 | 15h00      | Amiens SC             |            | Lille MHC            |                        |                         |            |
| 07/04/2024 | 16h00      | Racing Club de France |            | PHC Marcq-en-Baroeul |                        |                         |            |
| 07/04/2024 | 16h00      | Paris JB              |            | CA Montrouge         |                        |                         |            |

| Journée 15 | Journée 15 | Journée 15           | Journée 15 | Journée 15            | Journée 15             | Journée 15              | Journée 15 |
| Date       | Heure      | Équipe domicile      | Score      | Équipe extérieur      | Buteur équipe domicile | Buteur équipe extérieur | Arbitrage  |
| ---------- | ---------- | -------------------- | ---------- | --------------------- | ---------------------- | ----------------------- | ---------- |
| 14/04/2024 | 13h00      | PHC Marcq-en-Baroeul |            | Paris JB              |                        |                         |            |
| 14/04/2024 | 13h00      | IH Lambersart        |            | Amiens SC             |                        |                         |            |
| 14/04/2024 | 15h00      | CA Montrouge         |            | Lille MHC             |                        |                         |            |
| 14/04/2024 | 16h00      | Wattignies HC        |            | FC Lyon               |                        |                         |            |
| 14/04/2024 | 16h00      | Saint-Germain HC     |            | Racing Club de France |                        |                         |            |

| Journée 16 | Journée 16 | Journée 16           | Journée 16 | Journée 16            | Journée 16             | Journée 16              | Journée 16 |
| Date       | Heure      | Équipe domicile      | Score      | Équipe extérieur      | Buteur équipe domicile | Buteur équipe extérieur | Arbitrage  |
| ---------- | ---------- | -------------------- | ---------- | --------------------- | ---------------------- | ----------------------- | ---------- |
| 20/04/2024 | 15h00      | PHC Marcq-en-Baroeul |            | Wattignies HC         |                        |                         |            |
| 20/04/2024 | 15h00      | Lille MHC            |            | FC Lyon               |                        |                         |            |
| 20/04/2024 | 15h00      | Paris JB             |            | Racing Club de France |                        |                         |            |
| 20/04/2024 | 15h00      | CA Montrouge         |            | IH Lambersart         |                        |                         |            |
| 20/04/2024 | 17h00      | Saint-Germain HC     |            | Amiens SC             |                        |                         |            |

| Journée 17 | Journée 17 | Journée 17            | Journée 17 | Journée 17           | Journée 17             | Journée 17              | Journée 17 |
| Date       | Heure      | Équipe domicile       | Score      | Équipe extérieur     | Buteur équipe domicile | Buteur équipe extérieur | Arbitrage  |
| ---------- | ---------- | --------------------- | ---------- | -------------------- | ---------------------- | ----------------------- | ---------- |
| 21/04/2024 | 13h00      | IH Lambersart         |            | PHC Marcq-en-Baroeul |                        |                         |            |
| 21/04/2024 | 13h00      | FC Lyon               |            | CA Montrouge         |                        |                         |            |
| 21/04/2024 | 14h00      | Racing Club de France |            | Lille MHC            |                        |                         |            |
| 21/04/2024 | 15h00      | Amiens SC             |            | Paris JB             |                        |                         |            |
| 21/04/2024 | 16h00      | Wattignies HC         |            | Saint-Germain HC     |                        |                         |            |

| Journée 18 | Journée 18 | Journée 18           | Journée 18 | Journée 18            | Journée 18             | Journée 18              | Journée 18 |
| Date       | Heure      | Équipe domicile      | Score      | Équipe extérieur      | Buteur équipe domicile | Buteur équipe extérieur | Arbitrage  |
| ---------- | ---------- | -------------------- | ---------- | --------------------- | ---------------------- | ----------------------- | ---------- |
| 28/04/2024 | 16h00      | Lille MHC            |            | IH Lambersart         |                        |                         |            |
| 28/04/2024 | 16h00      | PHC Marcq-en-Baroeul |            | Saint-Germain HC      |                        |                         |            |
| 28/04/2024 | 16h00      | Amiens SC            |            | Racing Club de France |                        |                         |            |
| 28/04/2024 | 16h00      | CA Montrouge         |            | Wattignies HC         |                        |                         |            |
| 28/04/2024 | 16h00      | Paris JB             |            | FC Lyon               |                        |                         |            |

## Phase finale
La phase finale se tient les 11 et 12 mai 2024 sur le terrain du Lille MHC

### Demi-finales
| Date       | Heure | Equipe domicile | Score | Equipe exterieur      |
| ---------- | ----- | --------------- | ----- | --------------------- |
| 11/05/2024 | 15:30 | CA Montrouge    | 2-1   | Saint Germain HC      |
| 11/05/2024 | 17:45 | Lille MHC       | 2-1   | Racing Club de France |

### Matchs de classement
|               | Date       | Heure | Equipe domicile  | Score     | Equipe exterieur      |
| ------------- | ---------- | ----- | ---------------- | --------- | --------------------- |
| Petite finale | 12/05/204  | 10:30 | Saint Germain HC | 4-3       | Racing Club de France |
| Finale        | 12/05/2024 | 15:30 | CA Montrouge     | 1-1 (0-3) | Lille MHC             |